# Vörösfejű süvöltő
A vörösfejű süvöltő (Pyrrhula erythrocephala) a madarak osztályának verébalakúak (Passeriformes) rendjébe és a pintyfélék (Fringillidae) családjába tartozó faj.

## Rendszerezése
A fajt Nicholas Aylward Vigors ír zoológus írta le 1832-ben.

## Előfordulása
Bhután, Kína, India és Nepál területén honos. A természetes élőhelye mérsékelt övi hegyi erdők, valamint szubtrópusi és trópusi magaslati cserjések. Nem megfelelő időjárás esetén alacsonyabb részre vonul.

## Megjelenése
Testhossza 17 centiméter, testtömege 18–27,6 gramm.
|  |

## Jegyzetek

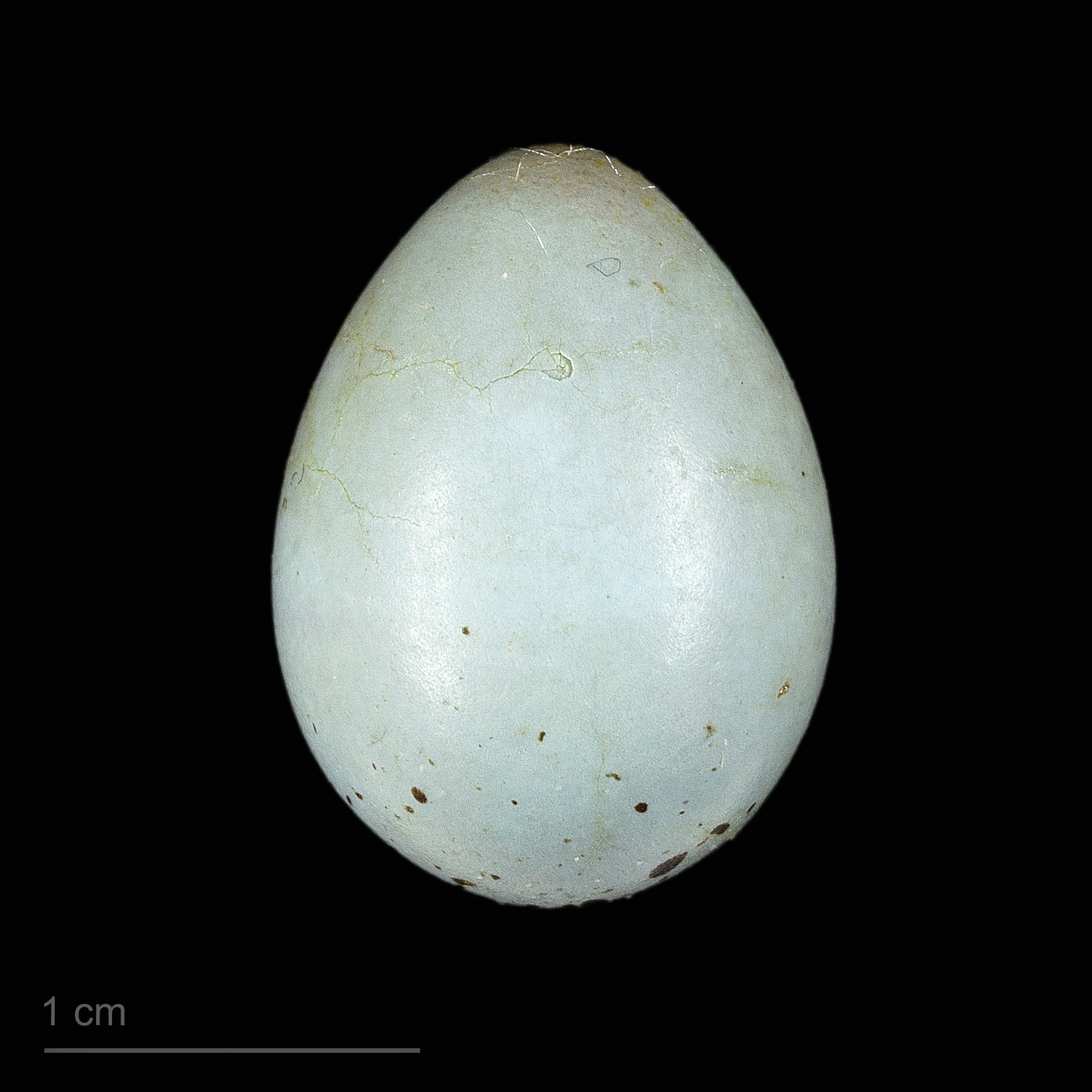
Pyrrhula erythrocephala